# Konrada
Konrada – żeński odpowiednik imienia Konrad pochodzenia germańskiego.
W innych językach:
- francuski – Conrade
- włoski – Corrada.

Imię pozostaje imieniem rzadkim. W styczniu 2024 w rejestrze PESEL było 61 kobiet o imieniu Konrada nadanym jako imię pierwsze i 110 kobiet o imieniu Konrada nadanym jako imię drugie. Dla porównania, najczęściej nadane imię żeńskie – Anna – nosi 1072616 osób.
Konrada imieniny obchodzi: 14 lutego, 19 lutego, 21 kwietnia, 1 czerwca, 1 sierpnia, 4 października, 21 listopada, 26 listopada.